# Lenguas gogodala-suki
Las lenguas gogodala-suki son un grupo de lenguas trans-neoguineanas dentro de la clasificación de Malcolm Ross. Las cuatro lenguas del grupo claramente forman una familia filogenética.

## Clasificación interna
- Gogodala-Suki
  - idioma suki
  - Rama gogodala: Gogodala, Ari, Waruna.